# Новоказачинск
Новоказачинск — село в Акшинском районе Забайкальского края России. Входит в состав сельского поселения «Новокургатайское».

## География
Село находится на северо-востоке района, по берегу реки Онон и её притока — р. Джипкоша, на расстоянии 30 километров от села Акши.
Климат
Климат характеризуется как резко континентальный с продолжительной холодной зимой и сравнительно тёплым летом. Средняя температура воздуха самого холодного месяца (января) составляет −22,7 °C; средняя температура самого тёплого месяца (июля) — 38 °C. Среднегодовое количество атмосферных осадков составляет 350—410 мм. Большая часть осадков (до 85 %) выпадает в течение тёплого сезона. Продолжительность безморозного периода составляет от 85 до 100 дней в году.

## История
Основано в нач. XIX в. выписными казаками, по другим данным в 1851 году.
В 1851 году поселение вошло в состав конного войска Забайкальского казачьего войска, позже 2-го военного отделения.

## Население
| 1865 | 1989 | 2002 | 2010 | 2021 |
| ---- | ---- | ---- | ---- | ---- |
| 245  | ↘25  | ↗182 | ↘147 | ↘122 |

Гендерный состав
На 2007 год из 340 жителей мужчин 86, женщин 96.
Национальный состав
Согласно результатам переписи 2002 года, в национальной структуре населения русские составляли 98 % из 182 жителей.

## Инфраструктура
Основное занятие жителей — сельскохозяйственное производство в коллективных и личных подсобных хозяйствах.
В 2 км к востоку находится Новоказачинское месторождение вольфрама, ртути и сурьмы.
В селе функционируют начальная школа (в 1923 открыта школа 1-й ступени), фельдшерско-акушерский пункт..

## Транспорт
Дорога местного значения «Подъезд к с. Новоказачинск» протяженностью 7,0 км